# Daniel Stern
Daniel Stern (n. 28 august 1957, Bethesda⁠(d), comitatul Montgomery, Maryland, SUA) este un actor american.

## Filmografie
| An   | Titlu                                        | Rol                          | Note                   |
| ---- | -------------------------------------------- | ---------------------------- | ---------------------- |
| 1979 | Starting Over                                | Student 2                    |                        |
| 1979 | Breaking Away                                | Cyril                        |                        |
| 1980 | It's My Turn                                 | Cooperman                    |                        |
| 1980 | One Trick Pony                               | Hare Krishna                 |                        |
| 1980 | Stardust Memories                            | An Actor                     |                        |
| 1980 | A Small Circle of Friends                    | Crazy Kid                    |                        |
| 1981 | Honky Tonk Freeway                           | Hitchhiker                   |                        |
| 1982 | I'm Dancing as Fast as I Can                 | Jim                          |                        |
| 1982 | Diner                                        | Laurence "Shrevie" Schreiber |                        |
| 1983 | Get Crazy                                    | Neil Allen                   |                        |
| 1983 | Blue Thunder                                 | Officer Richard Lymangood    |                        |
| 1983 | Daniel                                       | Artie Sternlicht             |                        |
| 1984 | The Ratings Game                             |                              | TV movie               |
| 1984 | Frankenweenie                                | Ben Frankenstein             | Short film             |
| 1984 | C.H.U.D.                                     | Al Shepherd / "The Reverend" |                        |
| 1984 | Samson and Delilah                           |                              |                        |
| 1985 | Hometown                                     |                              | Serial TV              |
| 1985 | Key Exchange                                 | Michael Fine                 |                        |
| 1986 | The Boss' Wife                               | Joel Keefer                  |                        |
| 1986 | Hannah and Her Sisters                       | Dusty                        |                        |
| 1987 | Born in East L.A.                            | Jimmy                        |                        |
| 1988 | The Milagro Beanfield War                    | Herbie Platt                 |                        |
| 1988 | D.O.A.                                       | Hal Petersham                |                        |
| 1988 | Weekend War                                  | Garfield                     |                        |
| 1988 | The Wonder Years                             | Kevin Arnold/Narrator        | Serial TV 1988 to 1993 |
| 1989 | Little Monsters                              | Glen Stevenson               |                        |
| 1989 | Leviathan                                    | Buzz "Sixpack" Parrish       |                        |
| 1989 | Friends, Lovers, & Lunatics                  | Mat                          |                        |
| 1990 | Coupe de Ville                               | Marvin Libner                |                        |
| 1990 | My Blue Heaven                               | Will Stubbs                  |                        |
| 1990 | Home Alone                                   | Marv Merchants               |                        |
| 1991 | City Slickers                                | Phil Berquist                |                        |
| 1991 | The Simpsons (season 2)                      | Narrator                     | Animated Serial TV     |
| 1992 | Home Alone 2: Lost in New York               | Marv Merchants               |                        |
| 1993 | SeaQuest DSV                                 |                              | Serial TV              |
| 1993 | Rookie of the Year                           | Phil Brickma                 | Also director          |
| 1994 | City Slickers II: The Legend of Curly's Gold | Phil Berquist                |                        |
| 1995 | Bushwhacked                                  | Max Grabelski                |                        |
| 1996 | Celtic Pride                                 | Mike O'Hara                  |                        |
| 1997 | Gun                                          |                              | Serial TV              |
| 1997 | Hey Arnold!                                  |                              | Animated Serial TV     |
| 1998 | Very Bad Things                              | Adam Berkow                  |                        |
| 1998 | Crashbox                                     | Warren "Steel Toe" Piper     | TV Game Show           |
| 1999 | Dilbert                                      | Dilbert                      | Animated Serial TV     |
| 1999 | Partners                                     |                              |                        |
| 2000 | How to Kill Your Neighbor's Dog              |                              |                        |
| 2001 | Danny                                        |                              | Serial TV              |
| 2001 | Viva Las Nowhere                             |                              |                        |
| 2003 | Regular Joe                                  |                              | Serial TV              |
| 2004 | The Last Full Measure                        |                              |                        |
| 2006 | Bachelor Party Vegas                         |                              |                        |
| 2006 | The Last Time                                |                              |                        |
| 2008 | A Previous Engagement                        |                              |                        |
| 2008 | Otis                                         | Will Lawson                  |                        |
| 2009 | Whip It                                      | Earl Cavendar                |                        |
| 2009 | Family Guy                                   |                              | Animated Serial TV     |
| 2009 | Monk                                         | Sheriff Franklin (1 episode) | Serial TV              |
| 2010 | The Next Three Days                          | Meyer Fisk                   |                        |
| 2010 | Battle of the Bulbs                          | Bob Wallace                  |                        |
| 2012 | A Christmas Story 2                          | The Old Man                  |                        |
| 2013 | Workaholics                                  | Travis Rockne                | Serial TV              |
| 2013 | Girlfriend in a Coma                         | Tom McNeil                   | Serial TV              |
| 2013 | Getting On                                   | Richard James                | Serial TV              |
| 2014 | Manhattan                                    | Glen Babbit                  | Serial TV              |